# Zarębki (Olszówka)
Zarębki – przysiółek wsi Olszówka w Polsce, położony w województwie małopolskim, w powiecie limanowskim, w gminie Mszana Dolna.
W latach 1975–1998 przysiółek administracyjnie należał do województwa nowosądeckiego.